# Escuela Taller Don Bosco
La Escuela Taller Don Bosco es una institución educativa de educación primaria y secundaria enfocada en niños y jóvenes de escasos recursos e hijos de artesanos formados en la misma casa de estudios. Forma artesanos especializados en ebanistería, escultura en piedra, pintura, vidriería y restauración de obras de arte. Se localiza en el pueblo peruano de Chacas, provincia de Asunción, departamento de Áncash. Fue creada en el año 1978, siendo la primera y más emblemática institución fundada por el sacerdote Ugo de Censi en el Perú. Los alumnos egresados de esta casa de estudios forman parte de la familia de Artesanos Don Bosco, famosos por sus obras de arte a nivel mundial.

## Historia

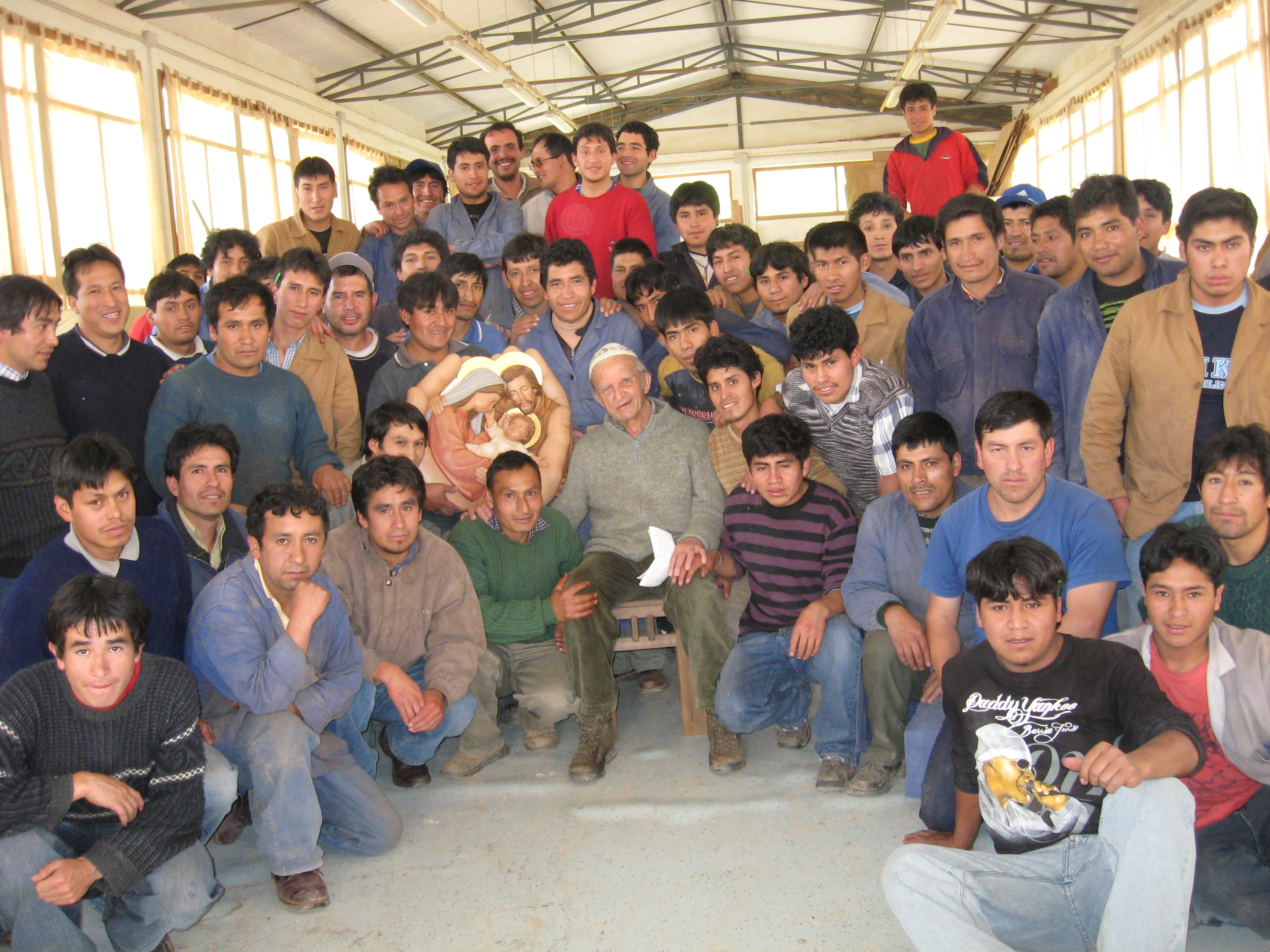
El padre Ugo con los jóvenes artesanos formados en el taller Don Bosco de Chacas.

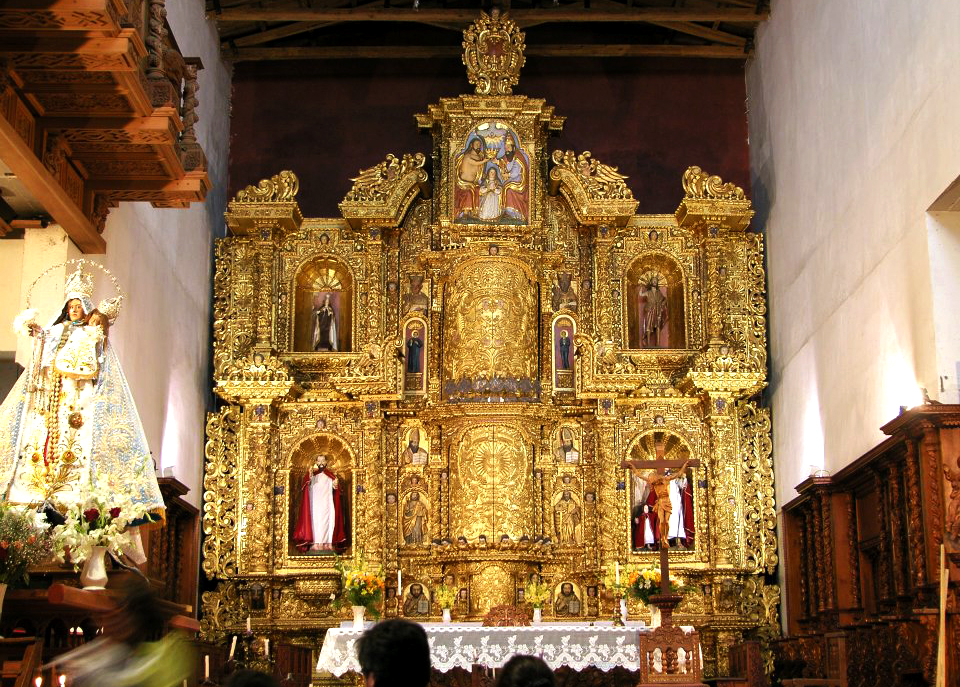
La restauración del retablo mayor de Chacas fue hecha por alumnos de la primera promoción del Taller Don Bosco

En 1976, cuando la tarea de la OMG era relativamente conocida en Brasil, el padre Ugo de Censi llegó al Perú acompañado del entonces Obispo de Huari, Dante Frasnelli quien le designó la parroquia de Chacas, perteneciente a la entonces prelatura de Huari.
En 1978, el padre Ugo contrató a un maestro restaurador para que recomponga las piezas más dañadas del arte colonial de la iglesia. El artesano le comunicó que el trabajo tardaría varios años. Este fue un motivo por el que decidieron fundar una pequeña escuela de tallado para que los niños y jóvenes ayudaran con la restauración del retablo. El taller inició con veinte de los niños más pobres llegados desde distintos puntos del distrito. El padre Ugo y el maestro quedaron gratamente sorprendidos al notar la habilidad innata para el arte en los niños.

«La escuela nació para ayudar a los pobres, los chicos de la sierra. Viendo cómo los campesinos se iban a Lima botando su poncho, su llanqui, su vida, su interioridad; eso me impresionó, ver el éxodo de la tierra. Entonces pensé hacer algo para los chicos, la cosa más importante era darles un trabajo. [...] y así rendir homenaje a la Virgen de la Asunción (patrona espiritual del pueblo), al arte y ayudar a los más pobres»
 R. P. Ugo de Censi (1988).

En 1979 el padre consiguió un convenio con los profesores chacasinos para que los niños del taller fueran educados junto a los niños del pueblo en las aulas de la escuela de varones de Chacas, durante las tardes aprendían de los libros de tallado y carpintería en la residencia del padre, quien también les brindaba alojamiento y comida. Tras 5 años, sólo egresaron catorce jóvenes a quienes se les obsequió una caja de herramientas de tallado. Mientras tanto, los trabajos de recolección de donativos, a cargo de los jóvenes de la Operación Mato Grosso en Italia, permitieron reunir los recursos suficientes para construir un taller de carpintería e internado en los terrenos de la parroquia, a donde se mudaron los niños y el padre en 1985. El período de educación se regularizó a 5 años, de acuerdo a los programas escolares de secundaria del gobierno peruano, que reconoció los estudios, para entregar finalmente, el título de talladores de madera profesionales. 
Actualmente el trabajo de los Artesanos Don Bosco es solicitado en el exterior, sobre todo en Europa y Estados Unidos. Los talleres, repartidos en casi toda la sierra oriental ancashina, albergan alrededor de 200 jóvenes cada uno. Dado el buen resultado del proyecto, el padre ha creado escuelas solo para mujeres que hoy en día albergan a 400 niñas aproximadamente.

## Obras destacadas
Restauración del retablo mayor y menor de Chacas, Áncash
Restauración del arte colonial en la iglesia de Tauca, Áncash'
Reconstrucción del retablo de San Sebastián del Cusco
A raíz del incendio que consumió el retablo mayor, pinturas, esculturas y gran parte del interior de la iglesia, el 2017 el Arzobispado del Cusco, encargó la elaboración del proyecto de Restitución del Retablo Mayor a los Artesanos Don Bosco,luego de hacer modelos a pequeña escala y digitalizar fotos del antiguo retablo; a mediados del 2018, se inició la obra en los talleres de Artesanos Don Bosco de Chacas -Ancash Artesanos Don Bosco de Chacas. obra programada para 03 años. Son 15 artesanos los que se dedican a la obra, que se terminará en 2021. Los artesanos están dirigidos por un arquitecto italiano y el maestro Teodorico Tafur, quien participó en la restauración del Retablo Mayor de Chacas.

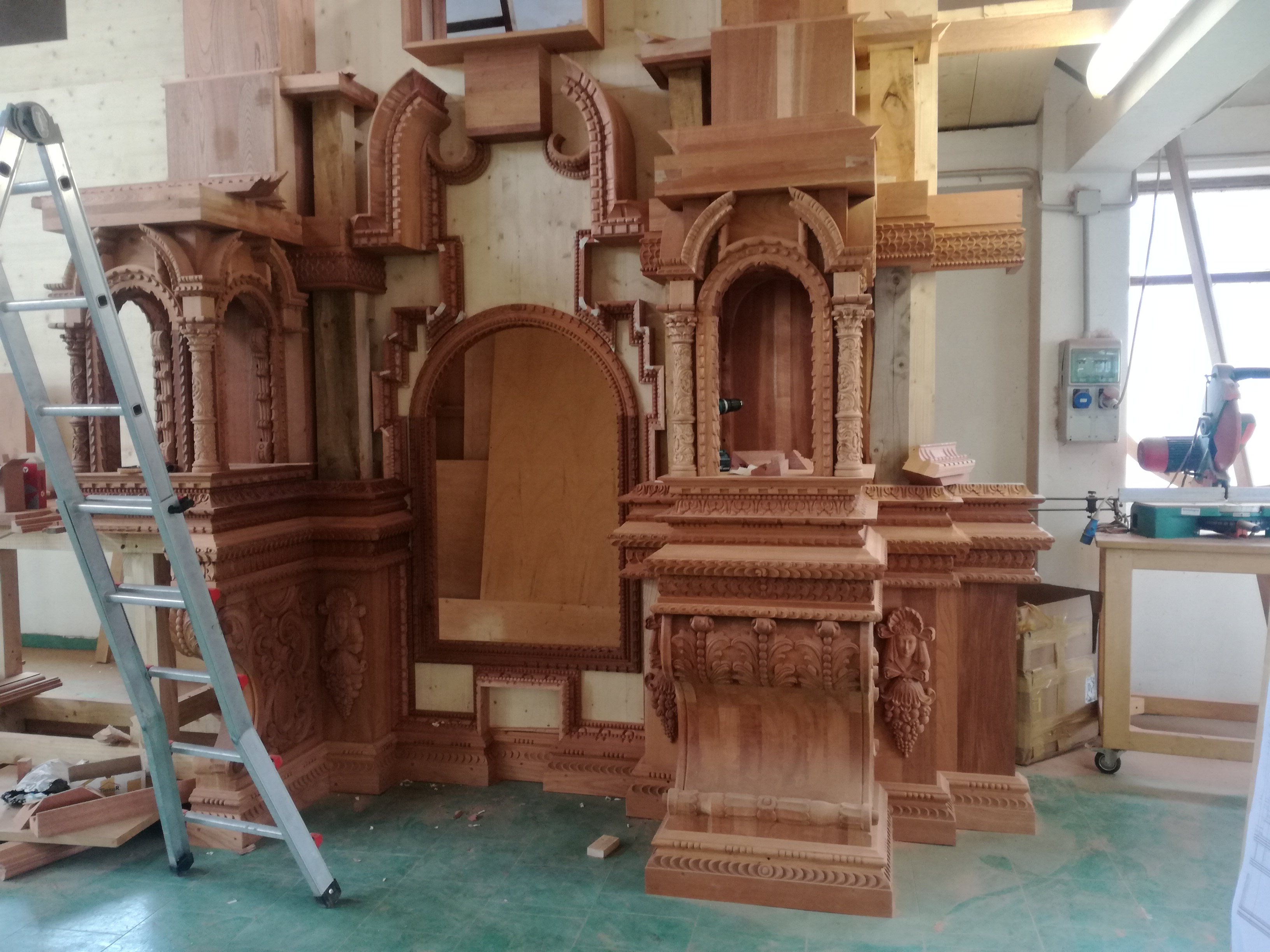
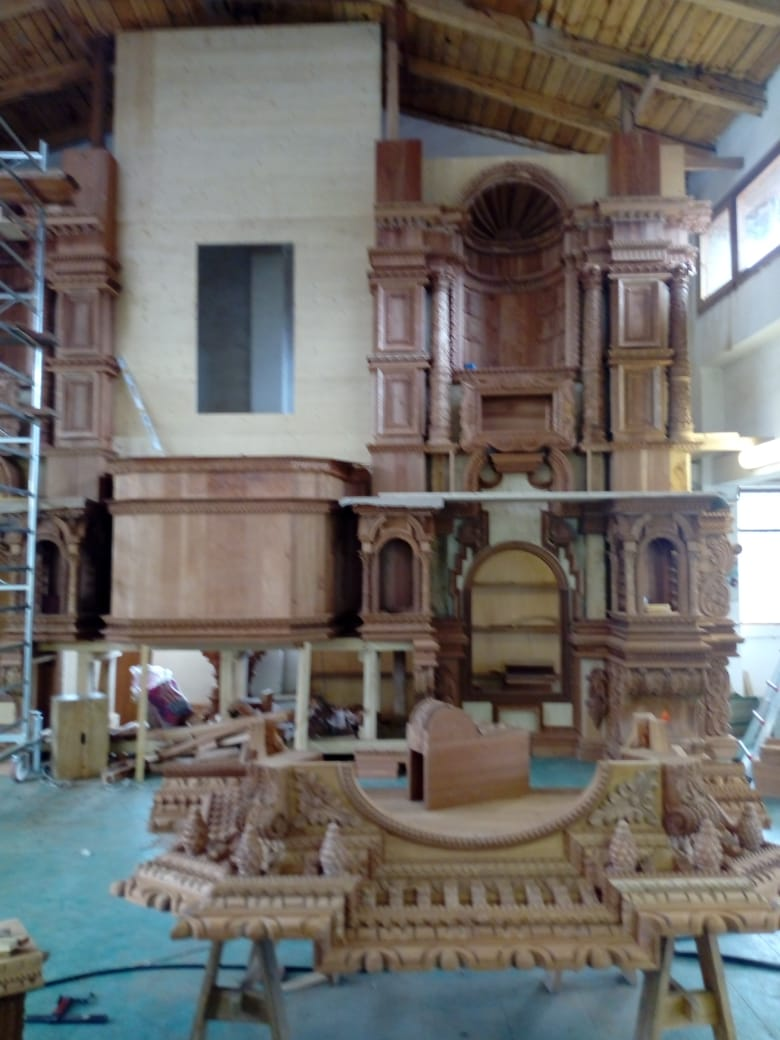
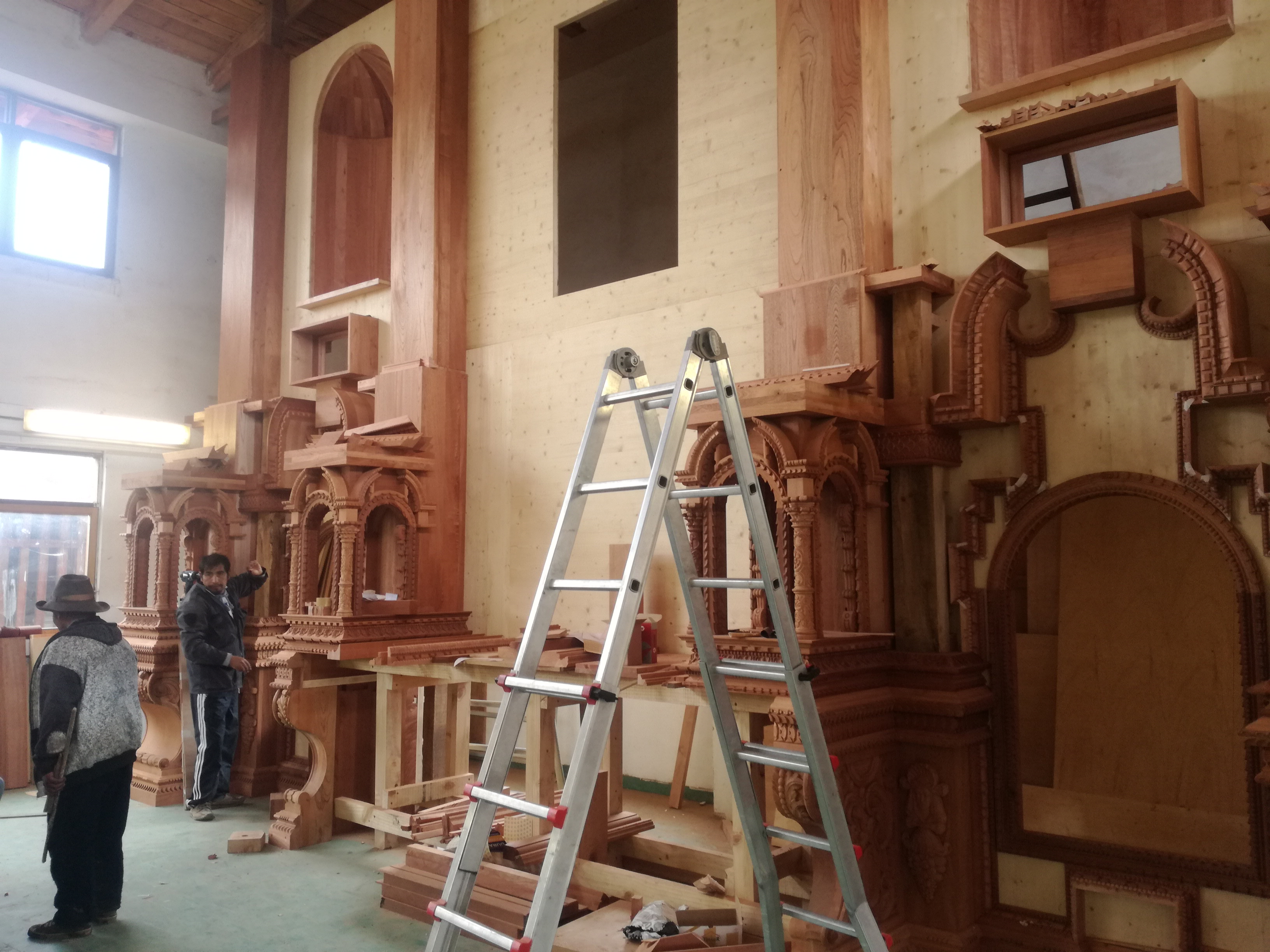